# Чижиков Давид Михайлович
Давид Михайлович Чижиков (5 листопада 1895, містечко Нова Прилука, Бердичівський повіт, Київська губернія, Російська імперія (нині село Липовецького району Вінницької області, Україна) — 24 серпня 1974, Москва, РРФСР, СРСР) — радянський вчений-металург, один із засновників радянської кольорової металургії. Доктор технічних наук (1937), професор (1934), член-кореспондент АН СРСР (1939). Двічі лауреат Сталінської премії (1942, 1951). Основні праці присвячені розробці теорії і технології нових процесів отримання кольорових і рідкісних металів.

## Біографія

### Ранні роки, навчання, військова служба (1895—1920)
Д. М. Чижиков народився в містечку Нова Прилука Бердичівського повіту Київської губернії (нині село у Турбівській громаді Вінницької області). Його батько працював службовцем на цукровому заводі в сусідньому містечку Турбові. У 1915 році Д. М. Чижиков закінчив гімназію в Жмеринці і вступив на природниче відділення фізико-математичного факультету Київського університету. Під час навчання в гімназії та університеті Чижиков заробляв на життя приватними уроками. Навесні 1916 року був мобілізований, служив в армії рядовим до лютого 1917 р., після чого повернувся до університету. У травні 1919 року добровільно вступив до лав Червоної армії, звідки в листопаді 1920 року відряджений для продовження навчання в Московську гірничу академію.

### Початок інженерної діяльності (1920—1930)
У 1924 році закінчив Московську гірничу академію, отримавши кваліфікацію інженера-Металурга за спеціальністю «кольорові та рідкісні метали». У 1924—1926 роках працював на Московському мідноелектролітному заводі майстром, потім начальником мідноплавильного і електролітного цеху. У 1926—1928 рр. — начальник металургійного відділу на Свинцево-цинковому заводі у Владикавказі. У 1928—1930 роках був старшим інженером з проєктування та будівництва Костянтинівського цинкового заводу на Донбасі (нині «Укрцинк»). Цей завод став першим підприємством кольорової металургії, побудованим у СРСР. У 1928 році Чижиков був відряджений до США для ознайомлення з заводами кольорової металургії. Під час поїздки виступив з доповіддю «Гідрометалургія свинцю» в Американському хімічному товаристві (секція штату Юта).

### Організаційна діяльність (1930—1933)
У 1930 році брав участь в організації НДІ кольорової металургії (Гинцветмет) в Москві і був його першим директором. У 1930 році здійснив поїздку по заводах кольорової металургії Німеччини і США. Працював заступником голови, потім головою науково-технічної ради Головкольорметзолота (1932—1934). Був редактором журналу «Кольорові метали» (1932—1933).

### Викладацька робота (1933—1941)
У 1933—1941 роках — в Московському інституті кольорових металів і золота: професор кафедри металургії важких кольорових металів (1934), завідувач організованою ним кафедрою свинцю, цинку і малих металів, декан металургійного факультету (1935—1936).

### В Академії наук (1939—1974)
У 1939 році був обраний членом-кореспондентом АН СРСР по відділенню технічних наук (Металургія) і почав працювати в щойно організованому Інституті металургії ім. А. А. Байкова АН СРСР(Імет), був завідувачем відділом кольорової металургії і завідувачем лабораторією рідкісних і кольорових металів

#### В Уральській філії АН СРСР (1941—1944)
У 1941—1943 роках перебував в евакуації в Свердловську, де сприяв освоєнню нових технологічних процесів для виробництва оборонної продукції на підприємствах Уралу. Перебуваючи в Свердловську брав участь у роботі Комісії з мобілізації ресурсів Уралу на потреби оборони.

### Родина
Дружина — Марія Мойсеївна Уманська, син — Олександр Давидович Чижиков (1946—1994).

## Наукова діяльність
Під керівництвом професора Д. М. Чижикова підготовлено понад 50 кандидатів і докторів технічних наук. Автор 30 винаходів.

## Нагороди та премії
- Орден Жовтневої Революції (1971);
- Орден Трудового Червоного Прапора (1945);
- Орден «Знак Пошани» (1951);
- Медаль «За доблесну працю. В ознаменування 100-річчя від дня народження Володимира Ілліча Леніна» (1970);
- Медаль «За доблесну працю у Великій Вітчизняній війні 1941—1945 рр.» (1946);
- Медаль «в пам'ять 800-річчя Москви» (1948);
- Сталінська премія першого ступеня — за колективну роботу «Про розвиток народного господарства Уралу в умовах війни» 1942, Економічні науки);
- Сталінська премія третього ступеня — за створення вітчизняної технології отримання олова вищих марок (1951, Металургія);
- Знак «Відмінник Соцзмагання кольорової металургії»[9].

## Наукові праці
Д. М. Чижиковим опубліковано понад 350 наукових робіт, серед яких 14 монографія (4 з них перевидані англійською мовою за кордоном — у США і Великобританія). Ним отримано близько 30 авторських свідоцтв на винаходи в області кольорової металургії.

### Монографія
- Чижиков Д. М.. Хлорный метод переработки полиметаллических руд и концентратов. — М.; Л. : ОНТИ, 1936. — 224 с.
- Чижиков Д. М.. Металлургия цинка (учебное пособие для втузов). — М.; Л. : ГОНТИ, 1938. — 456 с.
- Чижиков Д. М.. Рафинирование свинца (учебное пособие для втузов). — М.; Л. : ГОНТИ, 1938.
- Чижиков Д. М., Френц Г. С..  — М.; Л. : Изд-во АН СССР, 1941. — 76 с. Архівовано з джерела 16 вересня 2016
- Чижиков Д. М.. Металлургия свинца (учебник для вузов). — М. : Металлургиздат, 1944. — 398 с.
- Чижиков Д. М..  — М.; Л. : Изд-во АН СССР, 1948. — 1056 с. Архівовано з джерела 21 жовтня 2021
- Чижиков Д. М..  — М. : Изд-во АН СССР, 1962. — 228 с. Архівовано з джерела 21 жовтня 2021
- Чижиков Д. М., Френц Г. С., Трацевицкая Б. Я..  — М. : Изд-во АН СССР, 1962. — 114 с. Архівовано з джерела 21 жовтня 2021
- Чижиков Д. М., Гуляницкая З. Ф., Гурович H. A., Китлер И. Н..  — М. : Изд-во АН СССР, 1962. — 204 с. Архівовано з джерела 21 жовтня 2021
- Чижиков Д. М., Счастливый В. П.. Селен и селениды. — М. : Наука, 1964. — 321 с.
- Чижиков Д. М., Счастливый В. П.. Теллур и теллуриды. — М. : Наука, 1966. — 278 с.
- Чижиков Д. М.. Кадмий. — 2-е изд. — М. : Наука, 1967. — 245 с.
- Казенас Е. К., Чижиков Д. М.. Давление и состав пара над окислами химических элементов. — М. : Наука, 1976. — 342 с.
- Чижиков Д.М., Гуляницкая З.Ф., Плигинская JI.B., Субботина Е.А..  — М. : Наука, 1977. — 263 с. Архівовано з джерела 21 жовтня 2021

#### Закордонні видання
- Chizhikov D. M. .  — New York : Pergamon Press, 1966. — 263 с. Архівовано з джерела 21 жовтня 2021
- Chizhikov D. M., Ščastlivij V. P..  — Wellingborough : Collet's, 1968. — 403 с. Архівовано з джерела 21 жовтня 2021
- Chizhikov D. M., Schastlivyĭ V. P..  — Wellingborough : Collet's, 1970. — 297 с. Архівовано з джерела 21 жовтня 2021

### Вибрані статті
- Чижиков Д. М., Севрюков Н. Н. Непрерывное рафинирование цинка ректификацией // Изв. АН СССР. ОТН : журн. — 1941. — № 9 (25 березня). — С. 89—97.
- Ісматов Х. Р., Чижиков Д. М. Комплексний азотно-кислотний метод переробки ангренських глин з отриманням глинозему та аміачної селітри / / Узб. хім. журнал. — 1960. — № 7. — С. 23—25.
- Бурба А. А., Чижиков Д. М. Из опыта работы Медногорского МСК по извлечению германия из металлургических пылей и зол энергетических углей // Мат-лы совещания по обмену опытом в области производства германиевого сырья : сб. — Гиредмет, 1969. — Т. 1 (25 березня).
- Чижиков Д. М. Физико-химия и технология сульфооксидных процессов. / Исследование процессов в металлургии цветных и редких металлов. Сб. под редакцией Чижикова Д. М. — M.: Наука, 1969. — С. 64—71.
- Блохина Л. И., Чижиков Д. М., Гуляницкая З. Ф. Фазовые превращения медно-никелевых сульфидных сплавов // Изв. АН СССР. Металлы : журн. — 1972. — № 1 (25 березня). — С. 82—87.
- Чижиков Д. М., Румянцев Ю. В., Гольштейн Т. Б. О кинетике взаимодействия сульфидов железа, меди, свинца и цинка с газами-восстановителями // Доклады АН СССР. 1974. — № 2. — с. 406—407; № 7. — С. 926.

### Авторські свідоцтва (частково)[10][11]
- А. с. № 69628 «Спосіб отримання легких металів» Пріоритет 7 вересня 1946. Опубл. в Бюлл. винаходів 30 листопада 1947. (співавт.: Хазанов)[12].
- А. с. № 70289 «Спосіб отримання свинцю з багатого сульфідно-свинцевого концентрату». Пріоритет 1 липня 1946. Опубл. в Бюлл. винаходів 31 січня 1948.
- А. с. № 73753 «Ректифікаційна колона для рафінування чорнових металів і сплавів». Пріоритет 19 квітня 1946. Опубл. в Бюлл. винаходів 31 січня 1949.
- А. с. № 127420 «Спосіб вилучення олова з олов'яних концентратів». Пріоритет 6 червня 1947 (співавт.: Хазанов)
- А. с. № 524840 «Спосіб переробки карбідовмісних відходів тугоплавких металів». Пріоритет 27 листопада 1974. Опубл. в Бюлл. винаходів № 30 (45) 15 серпня 1976. (співавт.: Трусова B. Г., Хазан А. 3.)[13].